# 金云辉
金云辉（1933年10月—2023年11月3日），男，安徽桐城人，中华人民共和国政治人物，曾任新疆维吾尔自治区人民政府副主席，第八届全国人大代表，第九届全国政协委员。